# Spouter Peak
Der Spouter Peak ist ein markanter, 615 m hoher und felsiger Berggipfel an der Oskar-II.-Küste des Grahamlands auf der Antarktischen Halbinsel. Er ragt 7 km südsüdwestlich des Daggoo Peak an der Südseite des Mündungsgebiets des Flask-Gletschers in das Scar Inlet auf.
Geodätisch vermessen und zum Teil fotografiert wurde er 1947 vom Falkland Islands Dependencies Survey. Das UK Antarctic Place-Names Committee benannte ihn 1956 nach dem Lokal Spouter Inn in New Bedford, ein Schauplatz in Herman Melvilles 1851 veröffentlichtem Roman Moby-Dick.